# Fizikatanári ankét

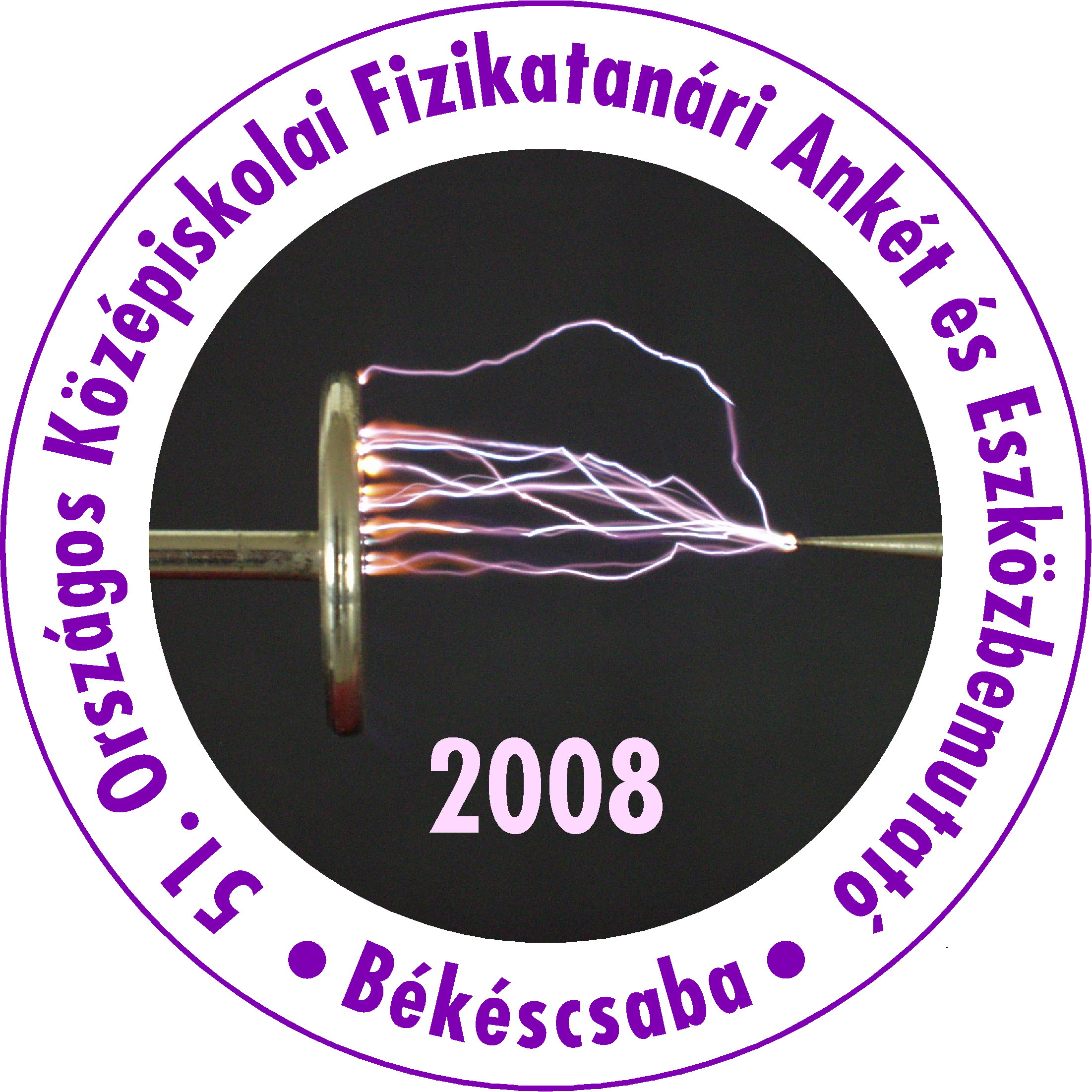
Az 51.Országos Középiskolai Fizikatanári Ankét és Eszközbemutató emblémája (Békéscsaba, 2008.)

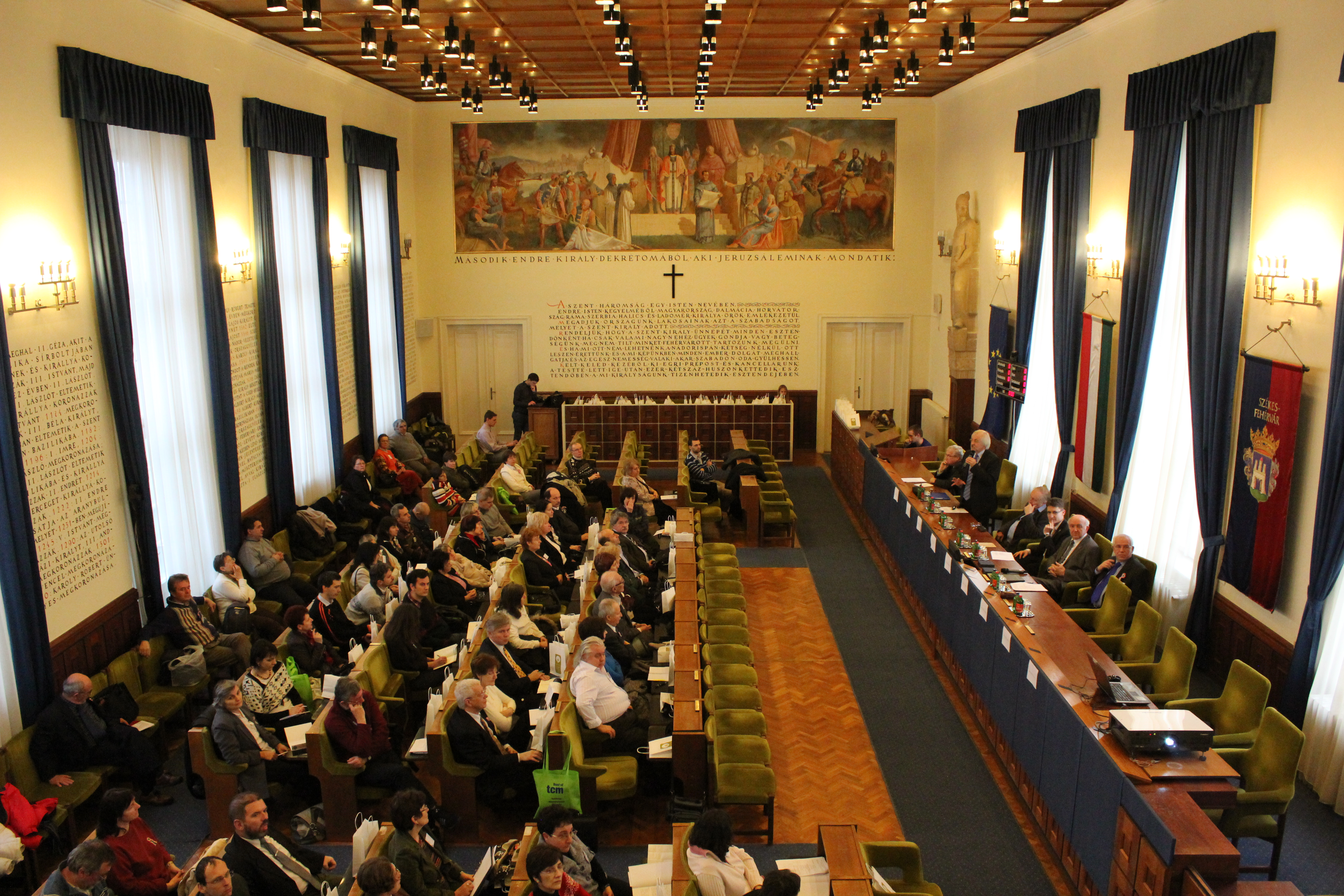
Az 56.Országos Fizikatanári Ankét és Eszközbemutató megnyitója (Székesfehérvár, 2013. március 14.)

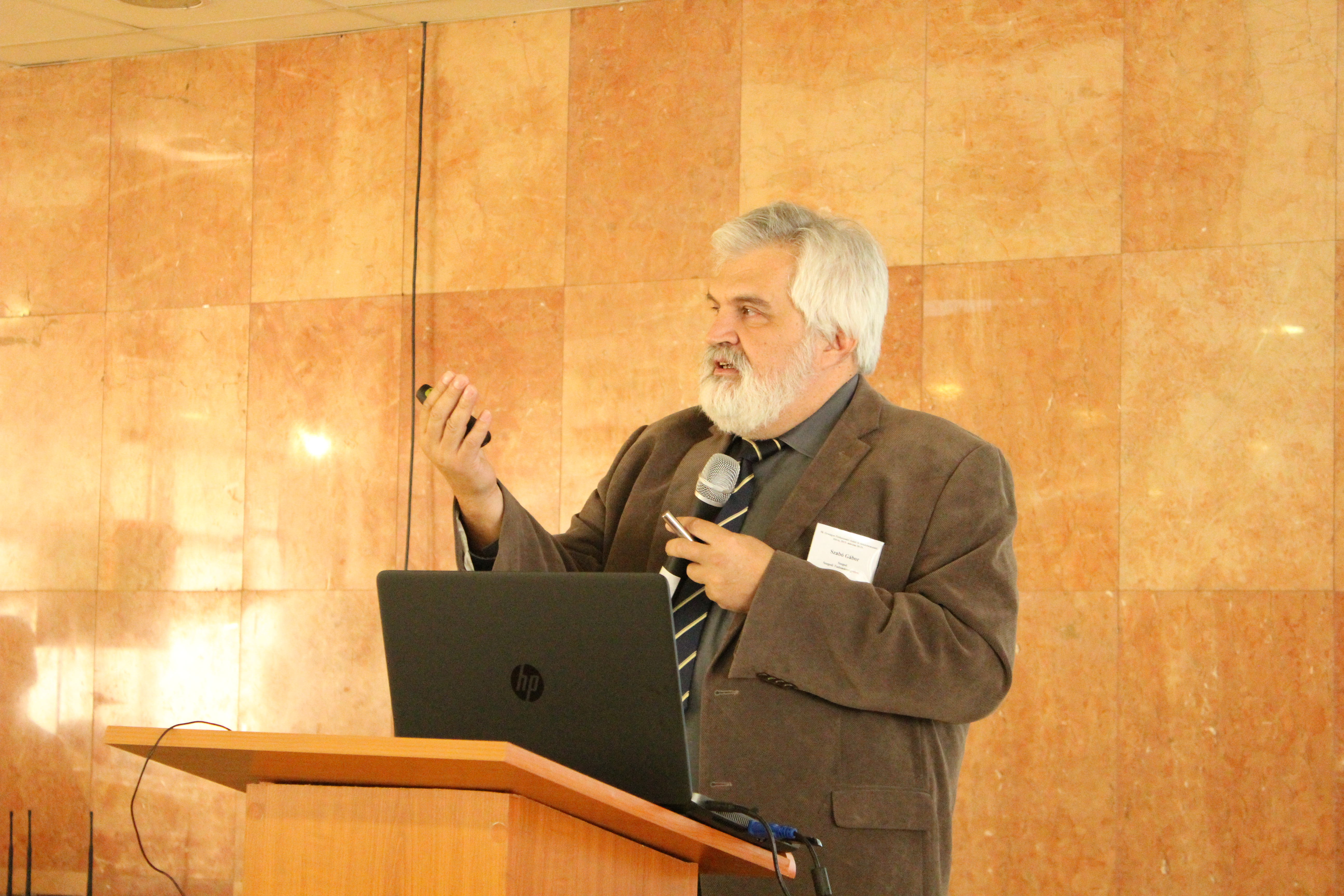
Szabó Gábor előadása az ELI-ről a hévízi fizikatanári ankéton (2015. március 28.)

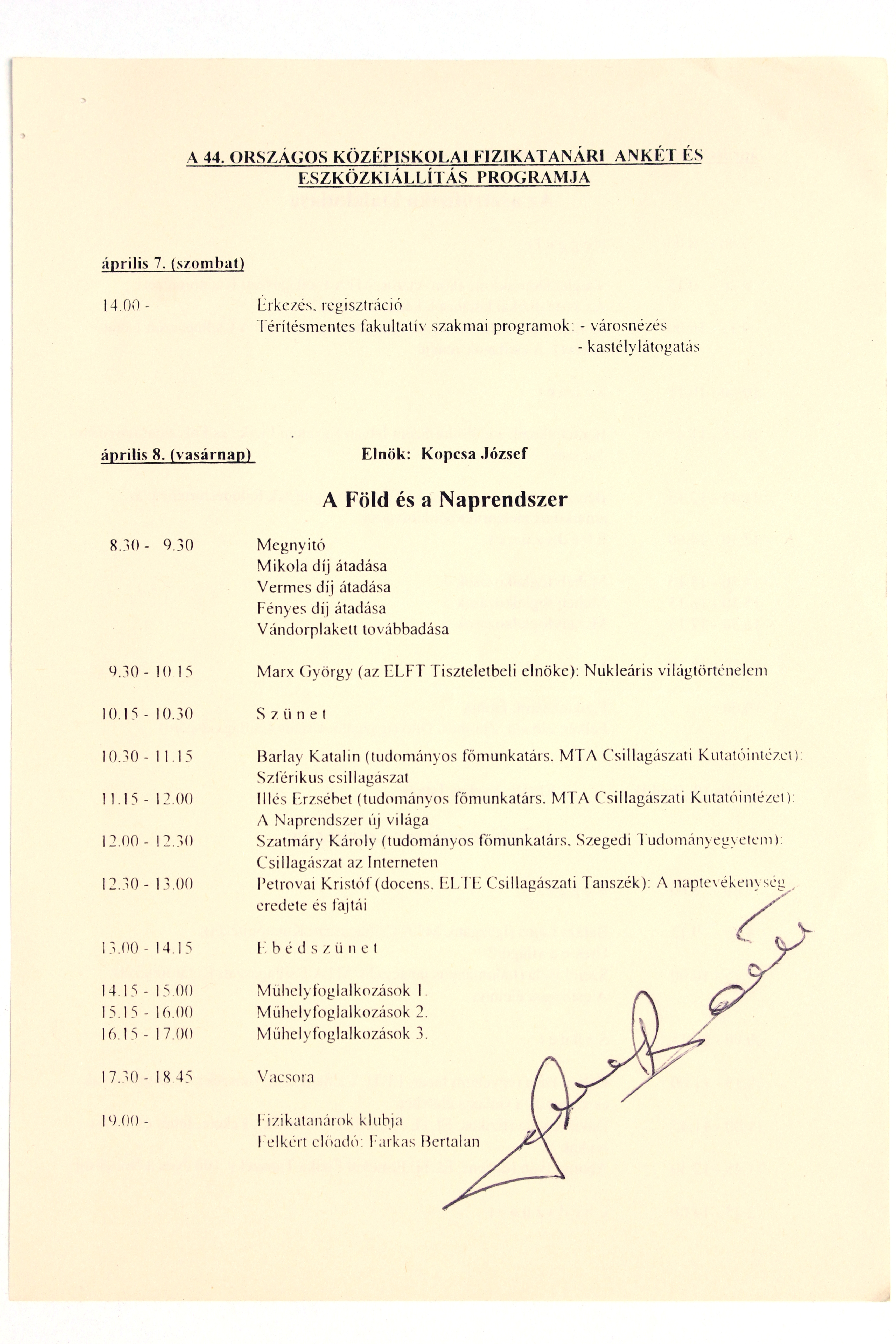
Farkas Bertalan (űrhajós) aláírása a 2001. évi középiskolai ankét programfüzetében (2001. április 8.)

A fizikatanári ankét az Eötvös Loránd Fizikai Társulat (ELFT) által fizikatanárok számára megrendezett ankét, amelyet többnyire évente megszerveznek. Az ankétokon a plenáris előadásokat eszközkiállítás, műhelyfoglalkozások, tankönyvkiállítás és kísérleti bemutatók egészítik ki.

## A fizikatanári ankétok programja
Az ankétok résztvevői plenáris előadások keretében fizikusok és oktatási szakemberek tolmácsolásában ismerhetik meg a fizika és a fizikatanítás legújabb eredményeit. Az ankétok fontos eleme az eszközkiállítás, illetve újabb elnevezéssel az eszközbemutató. Ezen egyrészt a taneszközgyártók és forgalmazók állítják ki a kereskedelmi forgalomban is beszerezhető legújabb fejlesztésű taneszközeiket, másrészt a fizikatanárok is bemutathatják az általuk készített kísérleti eszközöket, illetve számítógépes oktatóprogramjaikat. Az eszközöket kiállító tanárok munkáját az ELFT minden évben díjakkal és oklevelekkel értékeli. Az ankétokon kisebb csoportok számára műhelyfoglalkozások keretén belül az arra vállalkozó fizikatanárok kísérleti bemutatókat, tankönyvismertetőket tartanak, közreadják módszertani ötleteiket, megismertetik a résztvevőket egy-egy új eszköz vagy számítógépes program használatával. A műhelyvezetők munkáját szintén díjakkal és oklevelekkel ismeri el az ELFT. A kiadók egyrészt tankönyvkiállítás keretében mutatják be a fizikához kapcsolódó kiadványaikat, illetve egyéb ismerethordozóikat (videó, számítógépes program, digitális tananyag stb.), másrészt a tankönyvszerzők bevonásával műhelyeken ismertetik új kiadványaikat és azok alkalmazását.
Az ankétok résztvevői gyakran vehetnek részt üzemlátogatáson, szakmai kiránduláson, múzeumlátogatáson, városnézésen is. Az ankét helyi rendezői ezen kívül különféle kiegészítő programokat (hangverseny, színházi előadás, táncház, vetélkedő stb.) szerveznek a résztvevőknek. A 3–4 napos ankétok a hivatalos programon túl lehetőséget biztosítanak a kollégák közti közvetlen kapcsolatfelvételre és tapasztalatcserére is.
Hagyományosan az ankét megnyitóján kerül sor néhány díj átadására is. Ekkor adja át az ELFT elnökségének képviselője a Mikola Sándor-díjat, illetve a Vándorplakett előző évi díjazottja ezt a plakettet az általa kiválasztott személynek. Az ankét zárásának keretében kerül sor az eszközkiállítók és a műhelyvezetők munkájának értékelésére és díjazására.

## Története
Az első ankétokat a középiskolai tanároknak szervezte az ELFT, illetve annak Középiskolai Oktatási Szakcsoportja. Az első 11 ankét helyszíne Budapest volt, de 1969-től kezdve minden évben más-más város vállalta a házigazda szerepét. Az ELFT Általános Iskolai Oktatási Szakcsoportja az általános iskolai fizikatanárok számára 1977-től szervezte az általános iskolai fizikatanári ankétokat. 2011-től a két szakcsoport vezetősége úgy döntött, hogy ezentúl közös ankétokat szerveznek az általános iskolákban és a középiskolákban tanító fizikatanároknak.

### Középiskolai fizikatanári ankétok
| Sorszám | Év    | Helyszín         | Téma                                                   |
| ------- | ----- | ---------------- | ------------------------------------------------------ |
| 1.      | 1957. | Budapest         | Atomfizika, magfizika                                  |
| 2.      | 1958. | Budapest         | Szilárdtestfizika                                      |
| 3.      | 1959. | Budapest         | Az elektronika alkalmazása a tudományban és az iparban |
| 4.      | 1961. | Budapest         | Atomfizika                                             |
| 5.      | 1962. | Budapest         | Mechanika és csillagászat                              |
| 6.      | 1963. | Budapest         | Hőtani problémák                                       |
| 7.      | 1964. | Budapest         | Az elektromosság tanítása                              |
| 8.      | 1965. | Budapest         | Fénytan-lézersugaras kísérletek                        |
| 9.      | 1966. | Budapest         | Mechanika                                              |
| 10.     | 1967. | Budapest         | Kontinuum-mechanika                                    |
| 11.     | 1968. | Budapest         | Termodinamika                                          |
| 12.     | 1969. | Szeged           | Elektromosság                                          |
| 13.     | 1970. | Debrecen         | Atomfizika                                             |
| 14.     | 1971. | Győr             | Fizikatanárok modern fizikai világképe                 |
| 15.     | 1972. | Békéscsaba       | Szilárdtestek és félvezetők                            |
| 16.     | 1973. | Veszprém         | Elektromágnesség                                       |
| 17.     | 1974. | Hódmezővásárhely | Atomfizika, magfizika                                  |
| 18.     | 1975. | Nyíregyháza      | Mechanika                                              |
| 19.     | 1976. | Zalaegerszeg     | A hőtan tanítása                                       |
| 20.     | 1977. | Szolnok          | Fénytan                                                |
| 21.     | 1978. | Sopron           | Statisztikus jelenségek a fizikában                    |
| 22.     | 1979. | Szombathely      | Mechanika                                              |
| 23.     | 1980. | Salgótarján      | Az elektromosság tanítása                              |
| 24.     | 1981. | Nagykanizsa      | A modern fizika tanítása                               |
| 25.     | 1982. | Nagykőrös        | Energia                                                |
| 26.     | 1983. | Debrecen         | Elektromágnesség                                       |
| 27.     | 1984. | Veszprém         | Magfizika                                              |
| 28.     | 1985. | Szeged           | Számítástechnika                                       |
| 29.     | 1986. | Győr             | Hullámok minden hullámhosszon                          |
| 30.     | 1987. | Kaposvár         | Csillagászat                                           |
| 31.     | 1988. | Pécs             | Elektromos vezetés                                     |
| 32.     | 1989. | Kecskemét        | Fizika a társadalomban                                 |
| 33.     | 1990. | Eger             | Fizika és a társadalomtudományok                       |
| 34.     | 1991. | Sopron           | Fizikatörténet                                         |
| 35.     | 1992. | Paks             | Atomtechnika                                           |
| 36.     | 1993. | Hódmezővásárhely |                                                        |
| 37.     | 1994. | Debrecen         | A debreceni fizika múltja és jelene                    |
| 38.     | 1995. | Miskolc          | Fémfizika és geofizika                                 |
| 39.     | 1996. | Sárospatak       | 1000 éves a magyar iskola                              |
| 40.     | 1997. | Békéscsaba       | 100 éves az elektron                                   |
| 41.     | 1998. | Székesfehérvár   |                                                        |
| 42.     | 1999. | Pécs             | Nanofizika                                             |
| 43.     | 2000. | Keszthely        | Kilátásaink a harmadik évezredben                      |
| 44.     | 2001. | Gödöllő          | Utazzunk a Galaxisba                                   |
| 45.     | 2002. | Salgótarján      | A fizika mindenütt                                     |
| 46.     | 2003. | Esztergom        | A fizikatanár szerepei                                 |
| 47.     | 2004. | Miskolc          | Tehetséggondozás, orvosi fizika                        |
| 48.     | 2005. | Székesfehérvár   | 2005 a Fizika Nemzetközi Éve                           |
| 49.     | 2006. | Paks             | Energia                                                |
| 50.     | 2007. | Szeged           | Elektromágneses hullámok                               |
| 51.     | 2008. | Békéscsaba       | Kísérletek a fizikában, kísérletezés az iskolában      |
| 52.     | 2009. | Kaposvár         | A Csillagászat Nemzetközi Éve 2009                     |
| 53.     | 2010. | Miskolc          | Nanofizika, lézer, oktatás                             |

### Általános iskolai fizikatanári ankétok
| Sorszám | Év    | Helyszín         | Téma |
| ------- | ----- | ---------------- | ---- |
| 1.      | 1977. | Nyíregyháza      |      |
| 2.      | 1978. | Pécs             |      |
| 3.      | 1979. | Zalaegerszeg     |      |
| 4.      | 1980. | Szeged           |      |
| 5.      | 1981. | Eger             |      |
| 6.      | 1982. | Kaposvár         |      |
| 7.      | 1983. | Szombathely      |      |
| 8.      | 1984. | Miskolc          |      |
| 9.      | 1985. | Szekszárd        |      |
| 10.     | 1986. | Sopron           |      |
| 11.     | 1987. | Békéscsaba       |      |
| 12.     | 1988. | Debrecen?        |      |
| 13.     | 1989. | Vác              |      |
| 14.     | 1990. | Tatabánya        |      |
| 15.     | 1991. | Budapest         |      |
| 16.     | 1992. | Tokaj            |      |
| 17.     | 1993. | Mosonmagyaróvár  |      |
| 18.     | 1994. | Paks             |      |
| 19.     | 1995. | Szeged           |      |
| 20.     | 1996. | Nyíregyháza      |      |
| 21.     | 1997. | Eger             |      |
| 22.     | 1998. | Győr             |      |
| 23.     | 1999. | Zamárdi          |      |
| 24.     | 2000. | Hódmezővásárhely |      |
| 25.     | 2001. | Veszprém         |      |
| 26.     | 2002. | Debrecen         |      |
| 27.     | 2003. | Keszthely        |      |
| 28.     | 2004. | Karcag           |      |
| 29.     | 2005. | Kőszeg           |      |
| 30.     | 2006. | Kaposvár         |      |
| 31.     | 2007. | Vásárosnamény    |      |
| 32.     | 2008. | Gyula            |      |
| 33.     | 2009. | Szekszárd        |      |
| 34.     | 2010. | Eger             |      |

### Közös fizikatanári ankétok
| Sorszám | Év    | Helyszín       | Téma                                                                                               |
| ------- | ----- | -------------- | -------------------------------------------------------------------------------------------------- |
| 54.     | 2011. | Sárospatak     | Az előző 100 év fizikája, módszertani problémák                                                    |
| 55.     | 2012. | Győr           | A fizikatanítás helyzete, közlekedés, távközlés                                                    |
| 56.     | 2013. | Székesfehérvár | A fizikatanítás helyzete, biológiai fizika                                                         |
| 57.     | 2014. | Eger           | A fizika mindenütt. Oktatás                                                                        |
| 58.     | 2015. | Hévíz          | 2015 a Fény Éve. Oktatás                                                                           |
| 59.     | 2016. | Nyíregyháza    | Fenntarthatóság a fizikában. Fenntartható oktatás                                                  |
| 60.     | 2017. | Gödöllő        | A Nap. A fizikatanítás a felmérések tükrében                                                       |
| 61.     | 2018. | Szeged         | Fény, lézer, csillagok                                                                             |
| 62.     | 2019. | Debrecen       | Környezetünk fizikája                                                                              |
| 63.     | 2020. | Vác            | A klíma fizikája, a fizika klímája A koronavírus-járvány miatt elhalasztva.                        |
| 63.     | 2021. | Vác            | A klíma fizikája, a fizika klímája                                                                 |
| 64.     | 2022. | Pécs           | Energia – Földön, égen Az őszi szünet törlése és az állami kifizetések zárolása miatt elhalasztva. |
| 64.     | 2023. | Szombathely    | Energia – Földön, égen                                                                             |
| 65.     | 2024. | Pécs           | FÉNYes jövő                                                                                        |

## Külső hivatkozások
- Videotorium: Tíz perces kísérletek (55. Országos Fizikatanári Ankét és Eszközbemutató)
- 61. Országos Fizikatanári Ankét és Eszközbemutató, Szeged - 10 perces kísérletek
- Beszámoló a hévízi ankétról a helyi televízióban (készült 2015. március 28-án)